# 투예치
투예치(로만슈어: Tujetsch [ˈtuɪə̯tʃ]; 독일어: Tavetsch)는 스위스 그라우뷘덴주의 주르젤바 지역에 있는 시정촌이다. 이곳은 오버알프 고개에 의해 우르제렌(우리주)과 연결되어 있다.

## 역사
상부 수르셀바는 카디(대수도원의 봉건 소유)의 일부로 디젠티스 수도원이 설립된 후 9세기에 처음 정착했다. 12세기에 발저는 오버알프 고개를 가로질러 이주했다. 세드룬 교구 교회는 1205년에 처음으로 봉헌되었다. 로만슈와 발저 공동체는 모두 분산된 정착촌에서 독점적으로 살았다.현대 초기에 잘 맞다. 발저는 대부분 로마화되었지만, 일부 알레만계 지명은 라인 강 좌안에 남아 있다. 18세기에는 본당 주변에 촌락이 형성되었고, 16세기에 기록된 66개 흩어진 정착촌의 대부분은 버려졌다. 제두룬은 주요 정착지이자 시립 수도가되었다. 경제적 초점은 고산 농업에서 동석 난로와 도자기 생산으로 옮겨졌다. 19세기 후반 이민으로 인해 인구는 900명 이하로 떨어졌다. 20세기 전반기 관광산업의 발달로 1950년 현재 1,122명으로 인구가 완만하게 증가하였다. 스키 관광과 수력발전은 1950년대에서 1960년대에 발달하였다.
투예치는 결코 마을의 이름이 아니다. 계곡의 이름으로 Thiuesch는 1237년에 처음 기록되었다. 로만슈어의 지역 변종은 표준 주르젤바어와는 현저하게 다르며, 때로는 별도의 방언 투아친으로 나열된다. 타베치 품종의 양은 신석기 시대 가축과 매우 흡사하다. 이 품종은 1954년에 멸종되었고, 1984년에 다시 번식 프로젝트가 시작되었다. 1976년까지 시정촌의 공식 이름은 타베치(Tavetsch)였다.

## 지리

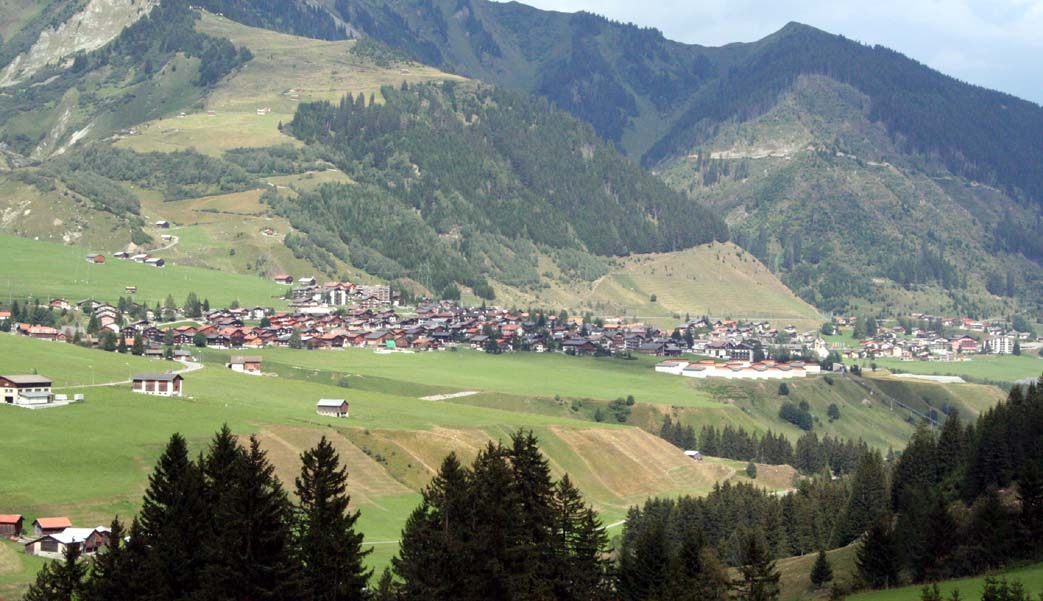
투예치의 일부 세드룬 마을

투예치의 면적은 2006년 기준으로 133.9k㎡이다. 이 면적 중 25.7%는 농업용으로 사용되고 10.8%는 산림이다. 1.4%는 정착지(건물 또는 도로)이고, 나머지(62%)는 비생산적(강, 빙하 또는 산)이다.
2017년 이전에 시정촌은 주르젤바 지역의 디젠티스 하위 지구에 위치했으며, 2017년 이후에는 주르젤바 지역의 일부였다. 오버알프 고개 입구와 포어더라인강의 수원에 있다. 그것은 제두룬 마을, 포어더라인의 왼쪽 제방에 차무트, 젤바, 루에라스/디니, 카미숄라/차르쿤스, 곤다 부크나이 구역으로 구성되어 있으며, 오른쪽 제방에는 주라인 및 카포어기아 정착촌이 있다. 1920년까지 포어더라인강의 각 강둑에 있는 마을 반쪽 사이에는 직접적인 경로가 없었다. 1976년까지 투예치는 타베치(Tavetsch)로 알려졌다.

## 인구통계

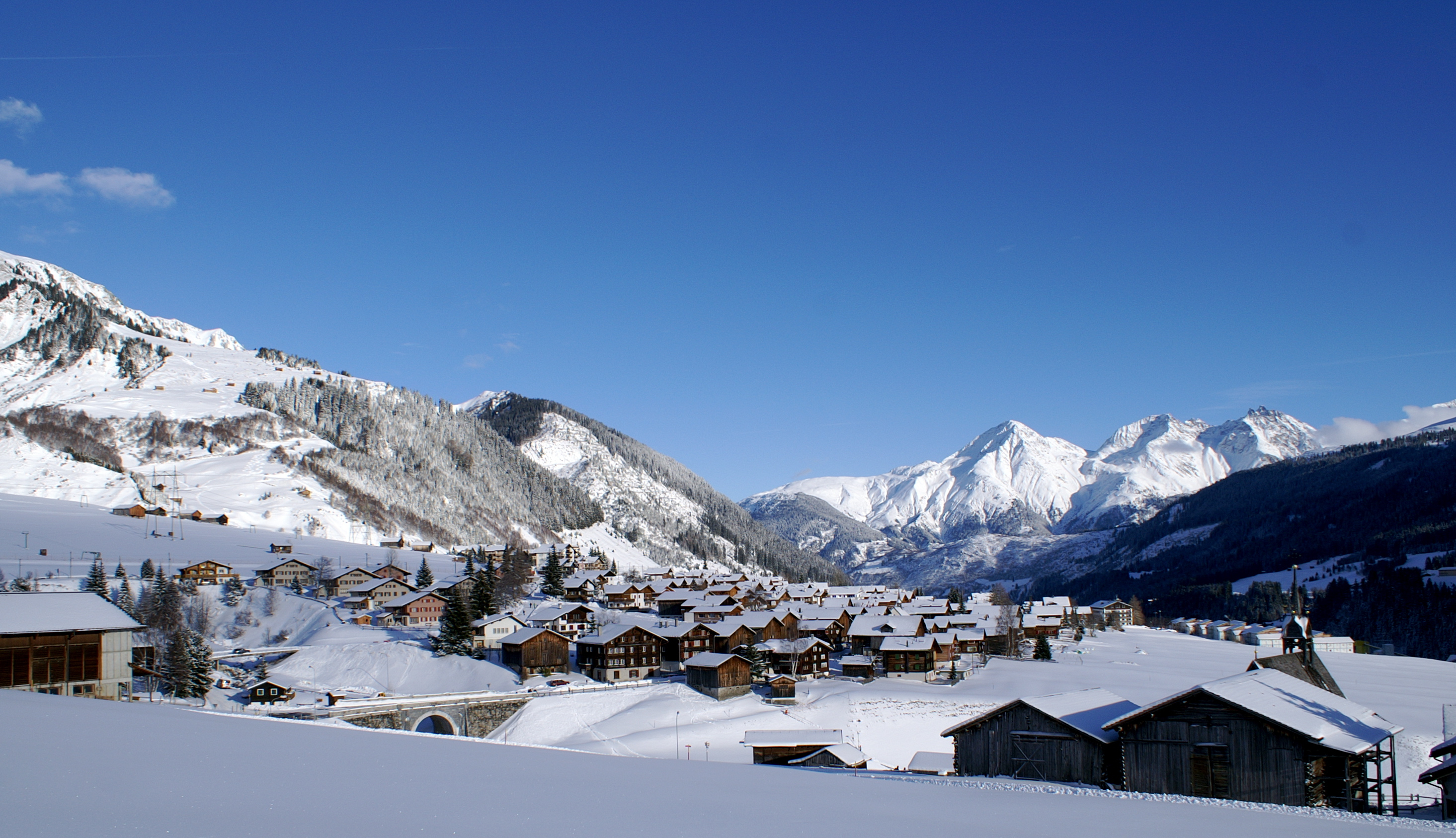
투예치의 카미촐라 지방(뒷면)과 자르쿤스 지방(앞면)

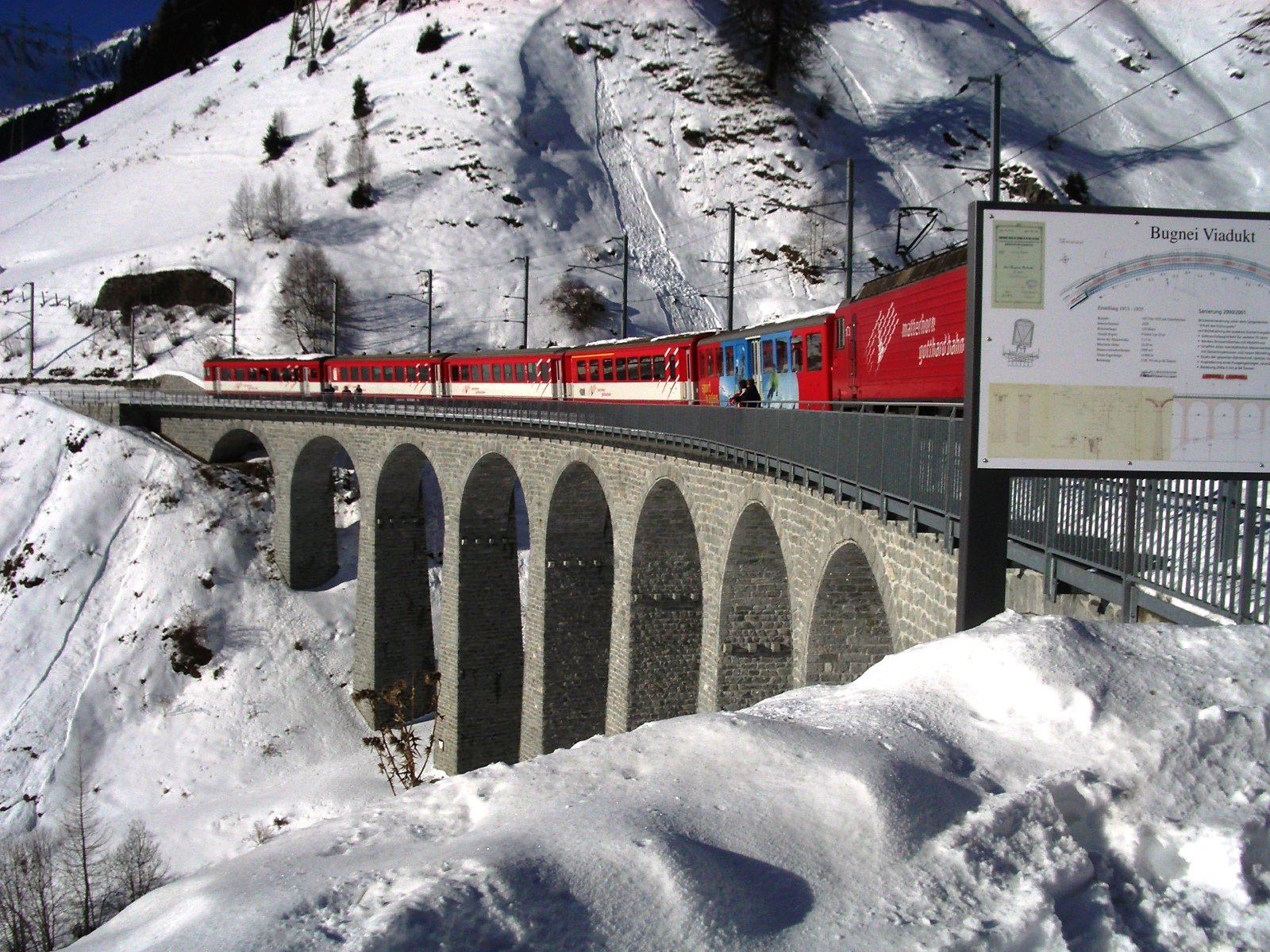
세드룬 근처의 부그나이 철교

2020년 12월 31일 기준, 투예치의 인구는 1,183명이다. 2008년 기준으로 전체 인구의 29.1%가 외국인이다. 지난 10년 동안 인구는 25.1%의 비율로 증가했다. 2000년 기준, 대부분의 인구는 로만슈어(66.2%)를 사용하며, 독일어가 2위(19.7%)이고, 이탈리아어가 3위(2.6%)이다.
2000년 기준으로 인구의 성별 분포는 남성 60.2%, 여성 39.8%였다. 2000년 현재 투예치의 연령 분포는 다음과 같다. 141명(9.2%)의 어린이가 0세에서 9세 사이이고, 181명(11.9%)의 청소년이 10세에서 19세 사이이다. 성인 인구 중 189명(12.4%)가 20세에서 29세 사이이다. 251명(16.5%)는 30세에서 39세 사이, 243명(15.9%)는 40세에서 49세 사이, 209명(13.7%)는 50세에서 59세 사이이다. 노인 인구 분포는 149명(9.8%)이 60세 사이이다. 69세는 108명(7.1%), 70~79세는 45명(3.0%), 90~99세는 8명(0.5%), 100세 이상은 1명이다.
2007 년 연방 선거에서 가장 인기 있는 정당은 55.5%의 득표율을 기록한 CVP였다. 다음으로 가장 인기 있는 세 정당은 SVP (27%), SP (11.6%), FDP (4.6%)였다.
투예치에서는 인구의 약 59.9%(25-64세)가 비필수 고등교육 또는 추가 고등교육(대학 또는 응용학문대학 )을 완료했다.
투예치의 실업률은 1.57%이다. 2005년 기준으로 1차 경제 부문에 56명이 고용되어 있으며, 이 부문에 약 26개 기업이 참여하고 있다. 177명의 사람들이 2차 부문에 고용되어 있고, 이 부문에 19개의 기업이 있다. 389명이 3차 부문에 고용되어 있으며, 이 부문에는 66개의 기업이 있다.
2000년 인구 조사에 따르면 1,222명(80.1%)이 로마 가톨릭 신자이고, 142명(9.3%)이 스위스 개혁 교회에 속해 있다. 나머지 인구 중 정교회에 속한 사람은 23명(인구의 약 1.51%)이고, 다른 기독교 교회에 속한 사람은 6명(0.39%)이다. 63명(4.13%)이 무슬림이다. 다른 교회에 속해 있는 개인은 5명(0.33%)(인구 조사에 등재되지 않음), 31명(2.03%)이 교회에 속하지 않고, 불가지론자 또는 무신론자, 33명(0.33%)이 있다. 또는 인구의 약 2.16%가 질문에 대답하지 않았다.
역사적 인구는 다음 표에 나와 있다.
| 년도 | 인구   |
| ---- | ------ |
| 1850 | 979    |
| 1900 | 810    |
| 1950 | 1,122  |
| 1960 | 1,855a |
| 2000 | 1,525  |

^a  발전소를 건설하는 동안 인구가 증가

## 기후
| 디젠티스/세드룬(1981–2010)의 기후 | 디젠티스/세드룬(1981–2010)의 기후 | 디젠티스/세드룬(1981–2010)의 기후 | 디젠티스/세드룬(1981–2010)의 기후 | 디젠티스/세드룬(1981–2010)의 기후 | 디젠티스/세드룬(1981–2010)의 기후 | 디젠티스/세드룬(1981–2010)의 기후 | 디젠티스/세드룬(1981–2010)의 기후 | 디젠티스/세드룬(1981–2010)의 기후 | 디젠티스/세드룬(1981–2010)의 기후 | 디젠티스/세드룬(1981–2010)의 기후 | 디젠티스/세드룬(1981–2010)의 기후 | 디젠티스/세드룬(1981–2010)의 기후 | 디젠티스/세드룬(1981–2010)의 기후 |
| 월                                | 1월                               | 2월                               | 3월                               | 4월                               | 5월                               | 6월                               | 7월                               | 8월                               | 9월                               | 10월                              | 11월                              | 12월                              | 연간                              |
| --------------------------------- | --------------------------------- | --------------------------------- | --------------------------------- | --------------------------------- | --------------------------------- | --------------------------------- | --------------------------------- | --------------------------------- | --------------------------------- | --------------------------------- | --------------------------------- | --------------------------------- | --------------------------------- |
| 일평균 최고 기온 °C (°F)          | 2.3 (36.1)                        | 3.1 (37.6)                        | 6.8 (44.2)                        | 10.4 (50.7)                       | 15.3 (59.5)                       | 18.9 (66.0)                       | 21.4 (70.5)                       | 20.5 (68.9)                       | 16.7 (62.1)                       | 12.9 (55.2)                       | 6.2 (43.2)                        | 2.9 (37.2)                        | 11.5 (52.7)                       |
| 일일 평균 기온 °C (°F)            | −1.4 (29.5)                       | −1.1 (30.0)                       | 2.0 (35.6)                        | 5.4 (41.7)                        | 10.0 (50.0)                       | 13.2 (55.8)                       | 15.5 (59.9)                       | 14.9 (58.8)                       | 11.6 (52.9)                       | 8.0 (46.4)                        | 2.4 (36.3)                        | −0.5 (31.1)                       | 6.7 (44.1)                        |
| 일평균 최저 기온 °C (°F)          | −4.6 (23.7)                       | −4.6 (23.7)                       | −1.8 (28.8)                       | 1.3 (34.3)                        | 5.6 (42.1)                        | 8.3 (46.9)                        | 10.6 (51.1)                       | 10.5 (50.9)                       | 7.5 (45.5)                        | 4.4 (39.9)                        | −0.6 (30.9)                       | −3.5 (25.7)                       | 2.8 (37.0)                        |
| 평균 강수량 mm (인치)             | 68 (2.7)                          | 58 (2.3)                          | 68 (2.7)                          | 84 (3.3)                          | 115 (4.5)                         | 106 (4.2)                         | 112 (4.4)                         | 121 (4.8)                         | 114 (4.5)                         | 88 (3.5)                          | 99 (3.9)                          | 66 (2.6)                          | 1,101 (43.3)                      |
| 평균 강설량 cm (인치)             | 81.1 (31.9)                       | 71.3 (28.1)                       | 54.6 (21.5)                       | 37.9 (14.9)                       | 9 (3.5)                           | 0.8 (0.3)                         | 0 (0)                             | 0 (0)                             | 1 (0.4)                           | 11.6 (4.6)                        | 51 (20)                           | 63.4 (25.0)                       | 381.7 (150.3)                     |
| 평균 강수일수 (≥ 1.0 mm)          | 8.4                               | 7.8                               | 9.3                               | 8.9                               | 11.8                              | 11.9                              | 11.4                              | 12.5                              | 9.5                               | 8.8                               | 9.4                               | 9.0                               | 118.7                             |
| 평균 강설일수 (≥ 1.0 cm)          | 10.2                              | 9.6                               | 8.2                               | 5.4                               | 1.1                               | 0.2                               | 0                                 | 0                                 | 0.1                               | 1.3                               | 6.9                               | 9.1                               | 52.1                              |
| 평균 상대 습도 (%)                | 68                                | 67                                | 67                                | 66                                | 67                                | 69                                | 69                                | 72                                | 73                                | 71                                | 73                                | 71                                | 69                                |
| 평균 월간 일조시간                | 87                                | 98                                | 131                               | 130                               | 143                               | 167                               | 195                               | 181                               | 154                               | 120                               | 79                                | 73                                | 1,557                             |
| 출처: MeteoSwiss                  |                                   |                                   |                                   |                                   |                                   |                                   |                                   |                                   |                                   |                                   |                                   |                                   |                                   |